# Plowmanianthus peruvianus
Plowmanianthus peruvianus är en himmelsblomsväxtart som beskrevs av C.R.Hardy och Robert Bruce Faden. Plowmanianthus peruvianus ingår i släktet Plowmanianthus och familjen himmelsblomsväxter.
Artens utbredningsområde är Peru. Inga underarter finns listade.